# Vijfde official
De vijfde official is een extra scheidsrechter die wordt ingezet bij voetbalwedstrijden. De vijfde official moet televisiebeelden in het oog houden om eventuele betwiste fases terug te herzien om een juiste beslissing te nemen. Hij moest dit dan zeggen tegen de scheidsrechter via het microfoontje.
De FIFA wil dit systeem uittesten om in de toekomst verkeerde beslissingen van de scheidsrechters tegen te gaan. Bovendien was dit ook de reserve-assistent-scheidsrechter. Mocht er een assistent-scheidsrechter geblesseerd uitvallen, neemt de 5e official deze taak over.